# Passo San Boldo
Le passo San Boldo est un col alpin situé entre les villes de Trichiana et Tóvena (Cison di Valmarino) en Vénétie. L'itinéraire de 17 km passe d'une altitude de 329 m à Trichiana dans le val Belluna à une altitude de 272 m à Tóvena dans le val Mareno en passant par une altitude de 706 m. La route du col porte le numéro SP 635. Elle ne permet la circulation que dans une seule direction, alternée par des feux de circulation. La rampe permettant d'accéder au col par le versant sud remonte une paroi presque verticale par une suite de cinq virages dans des tunnels creusés dans la roche reliés par six ponts.

## Histoire
La volonté de remplacer le chemin escarpé menant au col par une route existait depuis le XIXe siècle mais c'est seulement durant la Première Guerre mondiale que le projet aboutit. Entre février et juin 1918, le génie de l'armée austro-hongroise parvient à construire la route en moins de trois mois, ce qui lui vaut le surnom de « route des 100 jours ». À la fin du chantier 1 400 personnes, dont des prisonniers de guerre et les femmes, les enfants et les vieillards des alentours, travaillent nuit et jour pour terminer cette route stratégique pour le ravitaillement durant la bataille du Piave. Malgré les conditions topographiques, la pente ne devait pas dépasser 12 % pour permettre le passage de véhicules lourds et de l'artillerie.